# Logis de Cherconnay
Le logis médiéval de Cherconnay est situé sur la commune de Longré en Charente. Il domine le hameau du Vivier-Estrain, maintenant hameau du Vivier.

## Historique
Le premier seigneur aurait été Ithier Corgnol dont le fils Aubert est seigneur de Vivier-Estrain et de Tessé. Le fief sera cédé aux Brumeaud de Moulinneuf en 1654. Catherine Brumeaud de Moulinneuf l'apporte à Louis Duge de Bernonville en 1766 et cette famille le gardera jusqu'en 1928.
Il a été inscrit monument historique le 23 décembre 1994.

## Architecture
Le logis a été édifié aux XIVe et XVe siècles. C'est un bâtiment rectangulaire allongé à un étage sous toit à deux pans couvert de tuiles plates, aux fenêtres à traverses et à meneaux, très bien conservées. Sur la façade nord, la tour ronde coiffée d'une poivrière est percée d'archères.
En 2012, une restauration respectueuse est en cours.